# Sóc bay Sipora
Sóc bay Sipora, tên khoa học Hylopetes sipora, là một loài động vật có vú trong họ Sóc, bộ Gặm nhấm. Loài này được Chasen mô tả năm 1940. Chúng là loại đặc hữu của Indonesia.